# رنه پلون
رنه پلون (فرانسوی: René Pleven‎؛ زاده ۱۵ آوریل ۱۹۰۱ – درگذشته ۱۳ ژانویهٔ ۱۹۹۳) یک سیاست‌مدار اهل فرانسه بود.